# Софія Шарлотта Баварська
Софія Шарлотта Августіна Баварська (нім. Sophie Charlotte Augustine in Bayern, 16 лютого 1846 — 4 травня 1897) — баварська герцогиня з дому Віттельсбахів, донька герцога Баварського Максиміліана та баварської принцеси Людовіки, дружина принца Фердинанда Орлеанського, герцога Алансонського. Відома заручинами з королем Баварії Людвігом II та одночасним романом із фотографом Ернстом Ганфштенглем у 1867 році. Протягом життя періодично страждала від депресій; після ідеї розлучитися з чоловіком та одружитися з лікарем, проходила примусове лікування, в тому числі екстремальними методами, в санаторії Krafft-Ebing в Граці. Разом з багатьма відомими шляхтянками загинула під час пожежі на Базарі де ла Шаріте в Парижі. 
Є персонажем кількох історичних фільмів.

## Біографія

### Дитинство та юність
Софія народилась 16 лютого 1846 року у палаці Поссенгофена. Вона була дев'ятою дитиною та п'ятою донькою в родині герцога Баварського Максиміліана та його дружини Людовіки Баварської. Дівчинка мала старших братів Людвіга та Карла Теодора й сестер Олену, Єлизавету, Марію та Матильду Людовіку. Ще два брати померли немовлятами до її народження. За два роки сімейство поповнилося молодшим сином Максом Емануелем. 
Дитинство Софії Шарлотти, яку в родині кликали Соферль, пройшло у маєтку Поссенгофен, де діти користувалися великою свободою та раділи спілкуванню з природою, та Мюнхенському палаці, який сімейство навідувало переважно в холодну пору року.
Ставши дівчиною, вона відмовила у своїй руці кронпринцу Португалії Луїшу, герцогу Вюртемберзькому Філіпу та ерцгерцогу Людвігу Віктору, відомому своєю гомосексуальністю, чим дуже розчарувала матір. Натомість з дитячих років близько товаришувала з кронпринцом, а згодом — і королем Баварії Людвігом II, який був другом її брата Карла Теодора, та з яким вона поділяла любов до природи та творів Ріхарда Вагнера. Герцогиня мала прекрасні вокальні дані, добре грала на піаніно та часто виконувала для Людвіга арії з опер Вагнера. Той високо цінував чарівність і талант дівчини та називав її Ельзою, як героїню опери «Лоенгрін». Вони також обмінювалися листами. Така дружба дратувала Людовіку Баварську, яка вважала їх непристойними, тому вона запитала в короля про серйозність його намірів стосовно її доньки. Людвіг, знаючи про свою гомосексуальність, на певний час перестав спілкуватися з родиною герцога Макса. Людовіка одночасно з цим заборонила Софії будь-яке спілкування з ним.

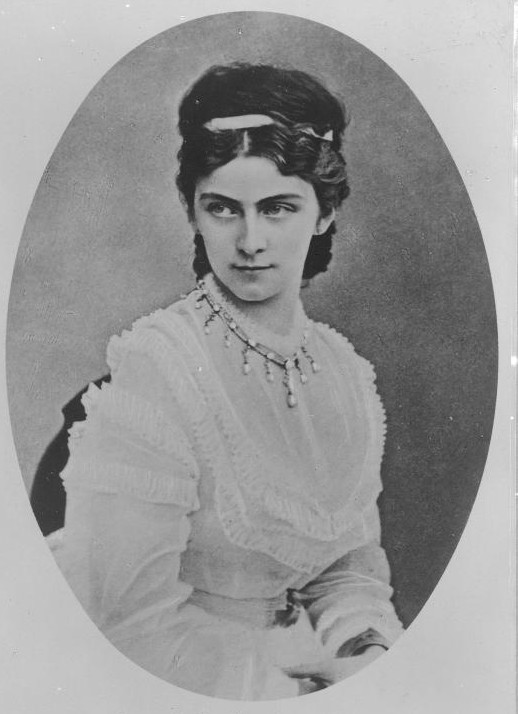
Світлина Софії Шарлотти

Зрештою, король ухвалив рішення одружитися з Софією. 22 січня 1867 року на балу в Мюнхенській резиденції було оголошено про їхні заручини. Під час прийому в замковому театрі Людвіг запросив Софію до королівської ложі та посадив поруч із собою. Весілля було заплановане на серпень. В рамках підготовки були приготовані весільна карета, корона для нареченої, зроблені офіційні фотокартки та отримано дозвіл Папи Римського Пія IX. Однак, дата вінчання кілька разів переносилася, після чого батько Софії написав Людвігу листа, в якому наполягав на невідкладному шлюбі та зауважував що така поведінка нареченого компрометує дівчину. У жовтні того ж року Людвіг написав Софії прощального листа та розірвав заручини. 
Історики такий перебіг подій пояснюють кількома версіями. Згідно з першою, Людвіг, як гомосексуал, не планував одружуватися з жінкою, і дуже сумнівався у правильності цього рішення, до того ж боявся зробити нещасною дівчину, якій він не був байдужим. Згідно з іншою, він дізнався про роман Софії з сином придворного фотографа Франца Ганфштенгля, Едгаром, з яким вона познайомилася за три дні після заручин. Цей зв'язок, який виник з частих зустрічей молодих людей через необхідність робити велику кількість фотографій, тривав кілька місяців. За допомогою придворних дам Наталії фон Штернбах та Антонії Пфретцшнер, вони зустрічалися у Мюнхенському палаці, Поссенгофені та палаці Пель, що належав Францу Ганфштенглю. Збереглися п'ять любовних листів Софії до Едгара, датовані проміжком часу з липня по вересень 1867 року. В одному з них Софія писала: «Світ ніколи не повинен знати, що відбувається між нами, ніхто не повинен безсердечно судити про нас».
Про причину скасування заручин оголошено не було. Відміною весілля були шоковані як батьки Софії, так і рідня Людвіга і весь вищий світ Баварії. Звинувачували лише короля, докоряючи йому в нерішучості. Аби про скандал всі забули, Софію Шарлотту відправили у Дрезден до тітки Амалії Августи, яка була королевою-консортом Саксонії. Навесні наступного року герцогиня при саксонському дворі познайомилася з орлеанським принцом Фердинандом, сином герцога Немурського, який прибув із батьком та сестрою на води. Юнак носив титул герцога Алансонського та був серйозною і благочестивою людиною. Йому сподобалася баварська принцеса й у червні 1868 року вони заручилися.

### Шлюбне життя

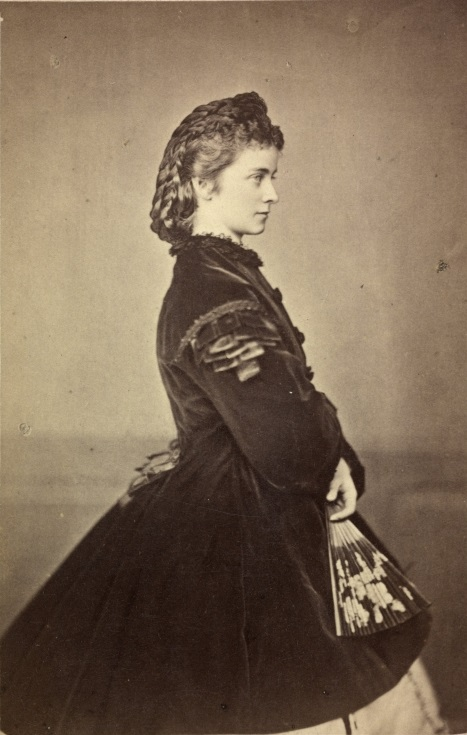
Світлина Софії Шарлотти

Вінчання 22-річної Софії Шарлотти та 24-річного Фердинанда Орлеанського пройшло 28 вересня 1868 в одному з залів палацу Поссенгофен, поспіхом перетвореному на каплицю. Оскільки Орлеанський дім жив у вигнанні вже більше двадцяти років, молода герцогиня вирушила з чоловіком до Лондону. Мешкали вони у Буше-хаусі поруч зі столицею разом із батьком та сестрами Фердинанда. Старша з них, Маргарита, добре ставилася до невістки, знаходячи її «милою та ласкавою».
```
Втім, як і її сестри, Софія страждала від 
депресій
, її бентежила авторитарність свекора, що різко контрастувала з вільними умовами, в яких вона виросла, та англійський клімат. В листах до матері вона називала оточуючий світ 
«дощовою темрявою»
. Незважаючи на це, перші роки шлюбу подружжя були гармонійними. За десять місяців після весілля герцогиня народила доньку. Всього у пари було двоє дітей.
```

Софія Шарлотта потоваришувала з герцогом Омальським та його дружиною Марією Кароліною, й вони запросили сім'ю до себе на Сицилію. У 1870 році родина оселилася у замку Ментельберг в Мерано, де за два роки народився їхній син. Невдовзі після його народження сімейство переїхало до Венсенну, оскільки опала Орлеанського дому у Франції була знята.

### Депресія
У 1870-ті роки здоров'я Софії погіршилося. Більшість часу вона проводила у депресії. Помітивши це, Фердинанд наполіг на тому, щоб літні місяці дружина проводила з родиною у Поссенгофені, де їй відразу ставало краще. 
У 1886 році, після таємничої смерті Людвіга II у червні місяці, Софія знову захворіла. За порадою її брата Карла Теодора, герцогиню відправили до Мюнхена на лікування. Там взимку 1886—1887 років вона закохалася у свого лікаря Франца Джозефа Себастьяна Глейзера, який був одруженим і мав трьох дітей, і повідомила чоловіка про бажання розлучитися з ним. Родичі Софії не схвалили таке рішення та помістили її у санаторій Krafft-Ebing поблизу Граца. Лікування там проводилося в тому числі крижаними ваннами та ляканням пацієнтів стрільбою з вогнепальної зброї. Після семи місяців перебування там, Софію визнали здоровою, й вона повернулася до чоловіка у Ментельберг.

### Пожежа на благодійному базарі та смерть
Решту життя Софія провела у єдності з релігією та займаючись справами благодійності. Померла 4 травня 1897 року під час пожежі Базару де ла Шаріте на вулиці Жан Гужон у Парижі, відмовляючись покинути будівлю, поки всі інші люди не будуть виведені в безпечне місце. Разом з нею загинули 125 осіб. Герцогиня була ідентифікована за золотими коронками у зубах. Поховали її у королівській усипальні в Дре.

## Родина
Чоловік — Фердинанд Алансонський
Діти:
- Луїза Вікторія (1869—1952) — дружина баварського принца Альфонса, мала сина та доньку;
- Філіп Емануель (1872—1931) — герцог Вандомський, був одружений із бельгійською принцесою Генрієттою, мав сина та трьох доньок.

## Нагороди
- Орден Терези (Баварське королівство)
- Орден Зіркового хреста (Австрійська імперія).

## Титули
- 23 лютого 1847—28 вересня 1868 — Її Королівська Високість Герцогиня Софія Шарлотта Баварська;
- 28 вересня 1868—4 травня 1897 — Її Королівська Високість Герцогиня Алансонска, Принцеса Орлеанська.